# Comtat d'Orange (Vermont)
El Comtat d'Orange és un Comtat dels Estats Units a Vermont. El 2010, la seva població era de 28.936 habitants. La seva seu de comtat és Chelsea. El Comtat d'Orange fou creat el 2 de febrer del 1781. El Comtat d'Orange és part de l'àrea micropolitana de Lebanon centrada a Lebanon (Nou Hampshire).

## Geografia
D'acord amb l'Oficina del Cens dels Estats Units, el comtat té una superfície total de 1.790 km², dels quals 1.780 km² és terra ferma i 7,8 km² (0,46%) és aigua. En formen part els pobles de Bradford, Braintree, Brookfield, Chelsea, Corinth, Fairlee, Newbury, Orange, Randolph, Strafford, Thetford, Topsham, Tunbridge, Vershire, Washington, West Fairlee i Williamstown.

### Comtats adjacents
- Comtat de Caledonia - nord-est
- Comtat de Grafton (Nova Hampsire) - est
- Comtat de Windsor - sud-oest
- Comtat d'Addison - oest
- Comtat de Washington - nord-oest

### Demografia
Segons el cens el 2000  hi havia 28.226 habitants, 10.936 llars, i 7.611 famílies residents al comtat. La densitat de població era de 16 habitants per km². Hi havia 13.386 unitats d'habitatge amb una densitat mitjana de 8 per km². El perfil racial, segons els criteris d'etnicitat del cens dels Estats Units, de 98,02% blancs, 0,24% negres o afroamericans, 0,27% nadius americans, 0,35% asiàtics, 0,04% illencs del Pacífic, 0,13% d'altres races i 0,95% de dues o més races. El 0,58% de la població eren hispans o llatins de qualsevol raça. El 24,3% d'ascendència anglesa, 12,8% francesa, 11,5% estatunidenca, 10,8% irlandesa, 6,0% alemanya i un 5,5% francocanadencs d'acord amb el cens del 2000. El 97,4% parlaven anglès i un 1,5% francès com a primera llengua.
Hi havia 10.936 llars de les quals el 33,40% hi vivien menors de 18 anys, al 56,10% hi havia matrimonis, el 8,90% era format per una dona sense casar, i un 30,40% no eren famílies. El 23,40% de totes les llars eren individuals i un 9,20% hi vivia algú major de 65 anys. La mida mitjana de la llar era de 2,52 persones i la mid mitjana de les llars familiars era de 2,97.
l comtat, les població es repartia en un 25,60% de menors de 18, 7,80% de 18 a 24, 28,20% de 25 a 44, 25,60% de 45 a 64, i un 12,80% que tenien 65 anys o més. L'edat mediana era de 39 anys. Per cada 100 dones hi havia 99.20 homes. Per cada 100 dones de 18 i més anys, hi havia 96,60 homes.
Els ingressos medians per llar era de $39.855, i els ingressos medians per a les famílies eren de $45.771. Els homes tenien uns ingressos medians de $30.679 contra els $24.144 de les dones. La renda per capita del comtat era de $18.784. Un 6,10% de les famílies i un 9,10% de la població estaven per sota del llindar de la pobresa, incloent un 11,40% de menors de 18 anys i un 8,80% de 65 o més anys.
| Any  | Demòcrates  | Republicans |
| ---- | ----------- | ----------- |
| 2012 | 64,6% 9.076 | 32,7% 4.588 |
| 2008 | 64,6% 9,799 | 33,3% 5.047 |
| 2004 | 54,8% 8.159 | 43,1% 6.421 |
| 2000 | 45,6% 6.694 | 46,7% 6.858 |

## Educació

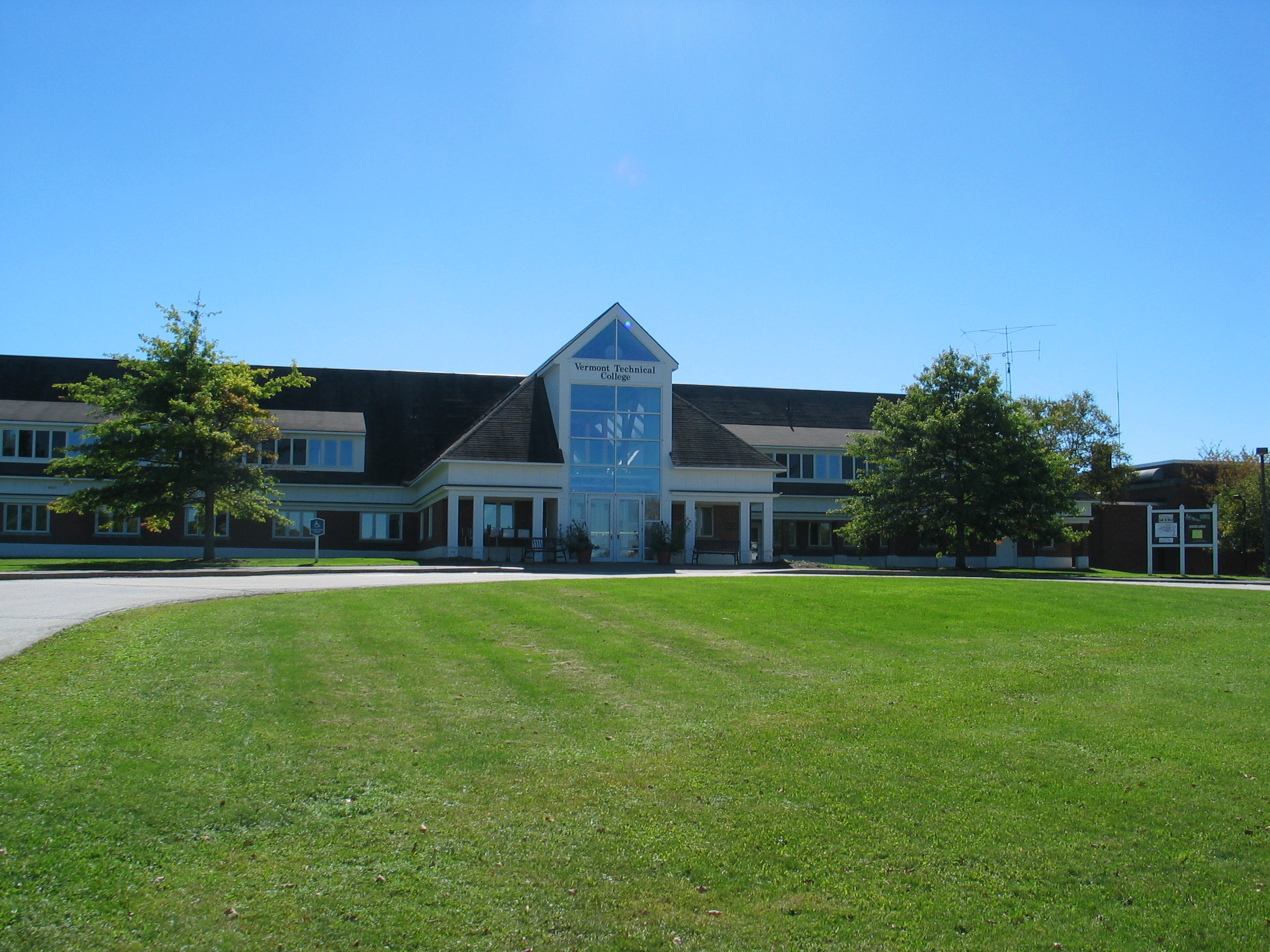
L'Escola Tècnica de Vermont és a Randolph

El comtat està proveït per 4 districtes escolars (supervisory unions):
- Orange East Supervisory Union (Superintendent:Wendy Baker[8])
- Orange North Supervisory Union
- Orange Southwest Supervisory Union
- Orange Windsor Supervisory Union.

El Comtat d'Orange també és la seu de l'Escola Tècnica de Vermont al poble de Randolph.